# 94e régiment d'infanterie (France)
Pour les articles homonymes, voir 94e régiment.
Le 94e régiment d'infanterie (94e RI) est un régiment d'infanterie de l'Armée de terre française, à double héritage, créé sous la Révolution à partir du régiment Royal-Hesse-Darmstadt, un régiment d'infanterie allemand au service du royaume de France, et du 19e régiment d'infanterie légère créé à partir des chasseurs de la Meurthe.

## Création et différentes dénominations
Le 94e régiment d’infanterie a la particularité, comme tous les régiments d’infanterie portant un numéro entre le 76e et le 99e, d’être l'héritier des traditions de deux régiments : le 94e régiment  d'infanterie de ligne, et le 19e régiment d'infanterie légère.
- 1er janvier 1791 : à la Révolution, tous les régiments prennent un nom composé du nom de leur arme avec un numéro d'ordre donné selon leur ancienneté. Le régiment Royal-Hesse-Darmstadt devient le « 94e régiment d'infanterie de ligne » (ci-devant Hesse-Darmstadt) ;
- 1793 : amalgamé il prend le nom de « 94e demi-brigade de première formation »
- 16 septembre 1796 : reformé en tant que « 94e demi-brigade de deuxième formation »
- 24 septembre 1803 : reformé en tant que « 94e régiment d'infanterie de ligne »
- 16 juillet 1815 : comme l'ensemble de l'armée napoléonienne, il est licencié à la Seconde Restauration et le no 94 disparait jusqu'en 1854
- En 1854, l'infanterie légère est transformée, et ses régiments sont convertis en unités d'infanterie de ligne, prenant les numéros de 76 à 100. Le 19e régiment d'infanterie légère prend le nom de « 94e régiment d'infanterie de ligne ».
- 1913 : son 4e bataillon va former le 2e bataillon du 164e régiment d’infanterie
- 1914 : à la mobilisation, il donne naissance au 294e régiment d’infanterie
- 1940 : dissolution
- 1959 : recréation
- 1962 : dissolution
- 1967 : recréation
- 1993 : dissolution
- 2005 : le camp de Sissonne reprend les traditions du 94e RI
- 2013 : filiation avec le Centre d'entraînement aux actions en zone urbaine
- 2025 : redevient 94e régiment d'infanterie

## Chefs de corps

### Royal Bavière
- 1709 : Comte de Bavière
- 1748 : Comte d'Heilfemberg
- 1760 : Baron de Falkenstein
- 1760 : Comte de Levenhaupt
- 1775 : Comte de Daun

### Royal Hesse Darmstadt
- 15 avril 1780 : Louis IX, landgrave de Hesse-Darmstadt, † 6 avril 1790
- 14 mars 1782 : Frédéric Louis, prince de Hesse-Darmstad
- 20 décembre 1791 : Colonel Nicolas Roques dit Deroques

### 94erégiment d'infanterie
- 1791 : colonel de Haack
- 1792 : colonel Nicolas Roques dit Deroques
- 1792 : colonel Hamilton
- 1794 : chef de bataillon Joseph Perrin (La Bresse/Vosges 1754, + Gênes/Italie 1800)
- 1796 : chef de bataillon Lochet
- 1803 : colonel Razout
- 14 février 1807-1813 : Colonel Combelle
- 1813 : colonel Gougeon
- 1815 : colonel Darin
- 1856 : colonel Olivier
- 1868 : Colonel de Geslin
- 1871 : colonel Saint-Martin
- 1871 : colonel Champion
- 1872 : colonel Isnard
- 1880 : colonel Bernard
- 28 octobre 1881-1886 : Colonel Lucien Charles Paul Emile Grivet[1],[2]
- 1888 : colonel Sauret
- 1893 : colonel Soyer
- 1895-1899 : Colonel Gabriel Parisot
- 1899-1904 : Colonel Delpuech de Comeiras
- 1906 : colonel Sabatier
- 1907 : colonel Cassin
- 1909 : colonel Sauret
- 1912 : colonel Henri Berthelot
- 23 mars 1914 - 10 novembre 1914 : Colonel Margot
- 1914 : chef de bataillon Ducloux
- 1914 : chef de bataillon Barbaroux
- 1914 : capitaine Dicu
- 1914 : chef de bataillon Benot
- 1914 : lieutenant-colonel de Saintenac
- 1916 : colonel Delestre
- 1916 : chef de bataillon Sauget
- septembre 1916-juillet 1927 : colonel Paul Détrie
- 1916 : colonel Habrant
- 1933 : lieutenant-colonel de Pascal
- 1935 : colonel de Girval
- 1937 : colonel Conquet
- 1939-1940 : Colonel Gregy
- 1945 : lieutenant-colonel Bel
- 1956 : lieutenant-colonel Penfentenyo
- 1956-1958 : Lieutenant-colonel Yvan Reverdy
- 1958-1960 : Colonel Serge Henri Parisot
- 1960-1962 : Colonel Lavallée
- 1962 : colonel Duittemey
- 1967 : colonel Prestat
- 1969 : colonel Chaulieu
- 1971 : colonel Faury
- 1973-1975 : lieutenant-Colonel puis Colonel René Berger
- 1975 : colonel Bonduelle
- 1977-1979 : colonel Vareilles
- 1979-1981 : colonel Monganne
- 1981-1983 : lieutenant-Colonel de Clermont-Tonnerre
- 1983-1985 : colonel Moltes
- 1958-1987 : colonel Claude Ascensi
- 1987-1989 : colonel Bourrouet
- 1989-1991 : colonel Jean de La Roque
- 1991-1993 : colonel Pierre Piva
- 2000-2004 : colonel Diguou
- 2004-2006 : lieutenant-colonel Le Conte
- 2006-2008 : colonel Puente
- 2008-2010 : colonel Legiot
- 2010-2012 : colonel Legrand
- 2012-2014 : colonel Santoni
- 2014-2016 : colonel Forestier
- 2016-2018 : colonel Bouju
- 2018-2020 : colonel Herbinet
- 2020-2022 : colonel Le Jariel des Chatelets
- 2022 : lieutenant-colonel Blanquefort[3]

## Historique des garnisons, combats et batailles du94eRI

### Ancien Régime
Il est créé le 1er janvier 1709 par décision de Louis XIV à Phalsbourg , à partir de six compagnies du régiment d’Alsace et de deux compagnies de grenadiers bavarois aux ordres de leur prince, le chevalier de Bavière qui rejoint la France, l’Espagne et Cologne, contre la Grande Alliance (Angleterre, Prusse, Provinces-unies, Autriche, Danemark, Savoie, Portugal) durant la guerre de succession d’Espagne (1702-1713). Royal-Bavière participe aux opérations le long de la Lauter et de la Sarre, puis à la réduction des villes de Landau et de Fribourg en 1713, avant de prendre finalement ses quartiers à Strasbourg au retour de la paix.
Lors de la guerre de succession au trône de Pologne, le régiment participe au siège de Kehl, puis à celui de Philippsbourg de juin à juillet 1734. Dès 1740, les hostilités reprennent à l’occasion de la guerre de succession au trône d’Autriche, la France soutient la candidature du Grand Electeur de Bavière (le frère du colonel). Le régiment défend Prague en 1742, puis occupe Agra en 1743. En 1744, il combat à Ringsaberne durant la campagne du Palatinat, puis à Paffenhofen en 1745, avant de s’installer en défensive sur le Rhin. En 1748, il est envoyé au secours de la Provence attaquée et repousse les Autrichiens à Castellane. Il débarque en libérateur à Gênes, qu’il vient défendre. Il s’illustre à Rivalora et Posleverra, puis à Rossiglione. Il se retranche durant l’hiver à Voltri qu’il défend en 1748, puis à la paix signée quitte Gênes pour la France et assure quelques détachements de troupe en Corse.
Dès 1756, les hostilités reprennent avec la guerre de Sept ans. Royal-Bavière quitte Longwy pour Cologne. Il participe aux batailles d’Haamstembeck, d’Halbentar, puis de Sunderhausen, et enfin à la victoire de Lützelberg. En 1759, il se bat pour le village de Bergen. Le 16 juillet 1760 à Emsdorf, les troupes françaises sont surprises au campement et subissent de lourdes pertes. Le régiment doit rentrer en France pour se réorganiser et surveiller les côtes à Ostende face aux incursions anglaises. Puis Royal-Bavière revient en Allemagne et participe à la protection du Bas-Rhin en 1762 jusqu’à l’arrêt définitif des combats.
En 1780, le régiment prend le nom de « Royal Hesse-Darmstadt » du nom de son nouveau colonel-propriétaire, et occupe les garnisons de Landau puis de Strasbourg. Touché par les troubles révolutionnaires, il prend la cocarde. Le régiment est envoyé à Neuf-Brisach, puis dans les Ardennes.

### Guerres de la Révolution et de l'Empire

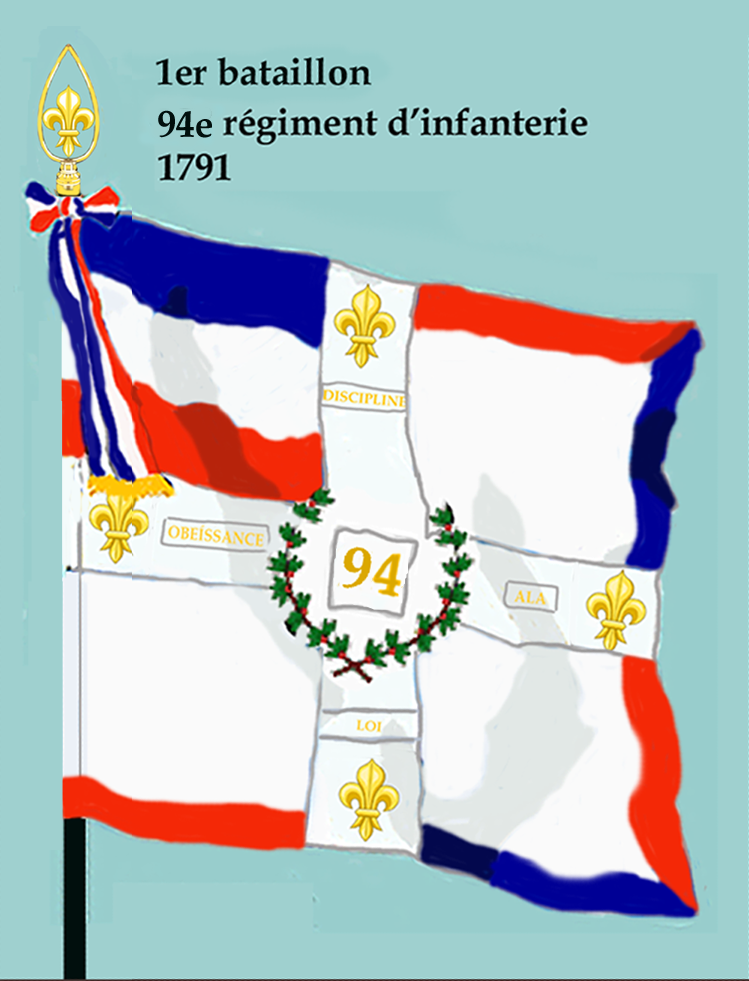
Drapeau du 1er bataillon du 94e régiment d'infanterie de ligne de 1791 à 1793
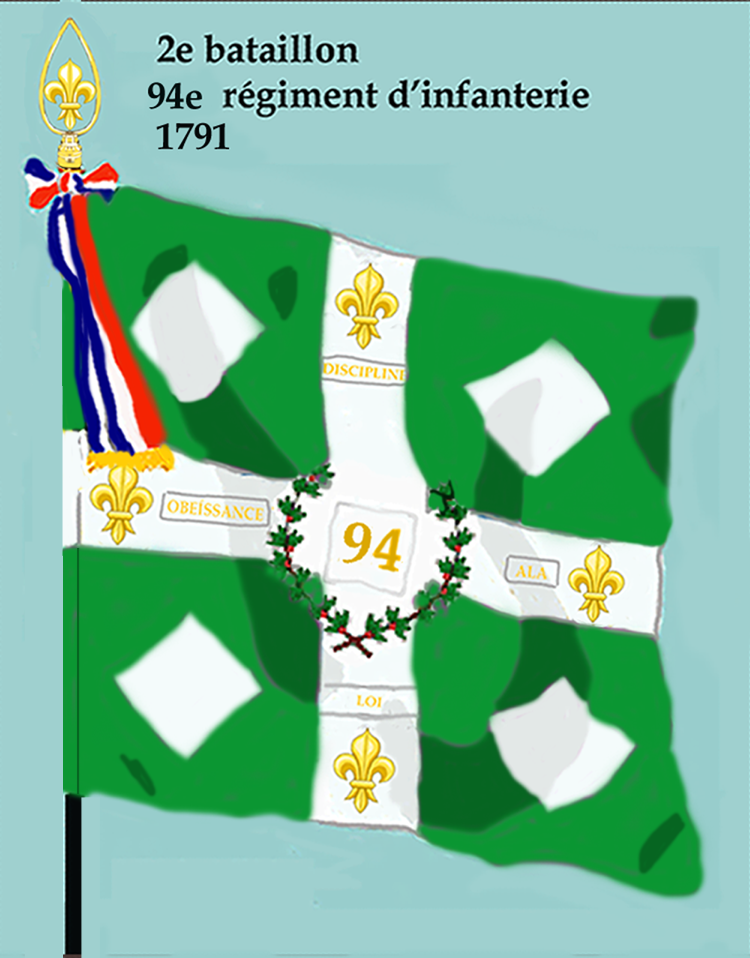
Drapeau du 2e bataillon du 94e régiment d'infanterie de ligne de 1791 à 1793

Le 1er janvier 1791, lors de la mise en place de la numérotation des régiments, le Royal Hesse Darmstadt est rebaptisé « 94e demi-brigade d’infanterie de ligne » dont voici les principaux faits d'armes après la Révolution Française : 
- 1792 :
  - Bataille de Valmy
  - Bataille de Jemappes
- 1793 : Armée de Belgique)
- 1800 (Bataille de Marengo) :  l’actuelle inscription au drapeau de la victoire Marengo 1800 provient des faits d’armes du 19e Léger (dont le 94 hérite plus tard par héritage de filiation en 1855)
- 2 décembre 1805 (Bataille d'Austerlitz) :

En tête de colonne du 1er Corps de Bernadotte, sous les ordres du général de division Drouet d’Erlon, le 94e RIL prend une part importante dans l’attaque du plateau de Pratzen à Austerlitz. Alors que l’assaut principal français menace d’être enfoncé sur son flanc gauche par la contre-attaque des troupes de réserve du Grand-Duc Constantin placées au centre, la division d’Erlon appuie et recueille la cavalerie de la Garde lancée par Napoléon, mitraille à plusieurs reprises les régiments d’élite de la cavalerie russe qui charge à sa suite. La première ligne se forme en carrés pour repousser ces puissants chevaliers gardes, puis se lance à leur poursuite et engage une mêlée avec les grenadiers d’élite russes et autrichiens restés en appui. La contre-attaque brisée, le centre ennemi est enfoncé par le 1er Corps tout entier à la suite de la division d’Erlon.
- 1807 (Bataille de Friedland)

En 1809, son bataillon d’élite formé par regroupement des compagnies de grenadiers et de voltigeurs prélevées dans tous les bataillons participe aux combats victorieux de Wagram dans l’attaque décisive. Mais c’est principalement dans la difficile campagne d’Espagne que ses effectifs sont durablement engagés, ce qui l’amène à défendre le front des Pyrénées face à la coalition anglo-espagnole lors du retrait de la péninsule ibérique.
En avril 1814, grâce à sa défense hardie et désespérée de la citadelle de Bayonne, cette garnison stratégique et son port restent aux mains des Français au moment de l’abdication de l’empereur Napoléon. Le régime de la Restauration décide de licencier les régiments sur leur lieu de stationnement pour constituer des milices départementales. S’ensuit une période de reprise en main de l’armée par le nouveau régime durant laquelle le 94 a cessé d’exister.
L’intervention en Espagne démontre le besoin de troupes entraînées, et 75 régiments de ligne et 25 régiments d’infanterie légère numérotés dans l’ordre sont créés en 1821.
- 1832 (Bataille d’Anvers) : la campagne de Belgique amène au 19e Léger l’inscription de la bataille d’Anvers sur son drapeau.

### Second Empire
Le décret du 24 octobre 1854 réorganise les régiments d'infanterie légère les corps de l'armée française. À cet effet, le 19e régiment d'infanterie légère prend le numéro 94 et devient le « 94e régiment d'infanterie de ligne ».
Le régiment est envoyé pour participer à la guerre de Crimée le 24 octobre 1855. Le 23 janvier 1856, le 94e a perdu 423 hommes.
En 1856, il est à Saint-Omer.
Par décret du 2 mai 1859, le 94e régiment d'infanterie fournit une compagnie pour former le 102e régiment d'infanterie de ligne.
En 1869, il est à Rouen sous le commandement du colonel de Geslin.
Au début de la guerre de 1870, le 1er août 1870, le 94e régiment d'infanterie fait partie du 6e corps de l'armée du Rhin.
Avec le 93e régiment d'infanterie du Cel Gauzin, le 94e forme la 2e Brigade aux ordres du général Colin. Cette 2e Brigade avec la 1re Brigade du général Becquet de Sonnay, trois batteries de 4 et une compagnie du génie constituent la 3e Division d'Infanterie commandée par le général de division Lafont de Villiers. Cette division d'infanterie évolue au sein du 6e Corps d'Armée ayant pour commandant en chef le maréchal Certain-Canrobert.
Le 94e arrive à Metz avec 2 510 hommes sur 4 000, le 15 août il se bat à Rezonville ; il est brusquement pris à partie par une charge de cavalerie et une mitraille qui sème la panique dans ses rangs.
Le 18 août, le régiment est à Sainte-marie-aux-Chênes et s'y installe. La garde prussienne marche sur le village en direction de St-Privat, mais elle est décimée par le feu. Les Allemands appelleront Sainte-Marie « le tombeau de la garde ». Le régiment combattra le 7 octobre à la bataille de Bellevue.
Contre la Prusse, au sein du VIe Corps, le 94 participe à la défense de Metz. Il essuie de lourdes pertes au combat durant la bataille de Rezonville, à Flavigny du 15 au 17 août. « Le 94e de Ligne, spécialiste de la défense des villages » mène à partir des bourgades une série de combats retardateurs particulièrement efficaces et meurtriers face à des forces très supérieures en nombre, en particulier le lendemain entre Sainte-Marie-aux-Chênes et Saint-Privat, où il résiste à trois assauts désastreux de la 1ère division de la Garde prussienne malgré la puissance de son artillerie. Finalement débordés par l’attaque du XIIe Corps saxon, faute de couverture au nord, les survivants se retranchent dans la garnison de Metz sur ordre du maréchal Canrobert jusqu’à sa capitulation le 27 octobre 1870.
Pendant la guerre, le dépôt du régiment, à Rouen puis à Rennes à partir du 23 septembre 1870, forme plusieurs détachements qui rejoignent des régiments de marche :
- le IVe bataillon, réduit à quatre compagnies, passé au 4e régiment de marche (août),
- la 8e compagnie du IIe bataillon, passée au 39e régiment de marche de Paris (septembre),
- la 8e compagnie du IIIe bataillon, passée au 31e régiment de marche (septembre),
- les 5e et 6e compagnies du IVe bataillon, passées au « IIe bataillon de marche » (octobre[6]) — ce bataillon rejoint ensuite le 21e corps d'armée[7],
- la 1re compagnie de dépôt, passée au 48e régiment de marche (novembre),
- les 2e, 3e et 4e compagnies de dépôt, formant un bataillon de marche, dit du 94e (novembre) — ce bataillon rejoint ensuite le 21e corps d'armée[7],
- un détachement de 109 hommes envoyé à Bordeaux (décembre),
- un détachement de 57 hommes passé au 85e régiment de marche (janvier).

### 1871 à 1914

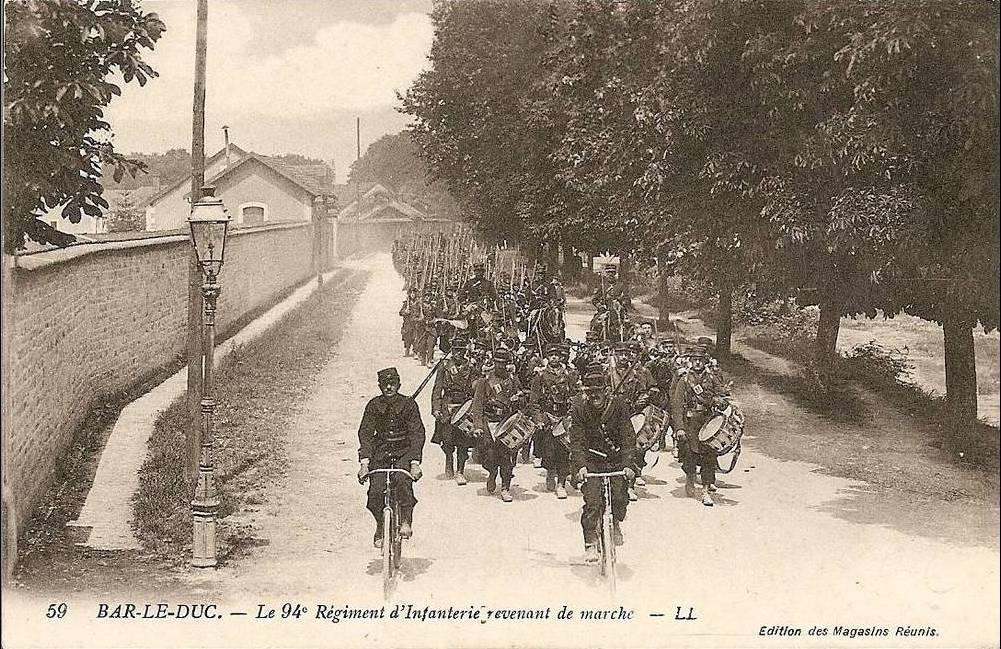
Bar-le-Duc, le 94e RI revenant de marche.
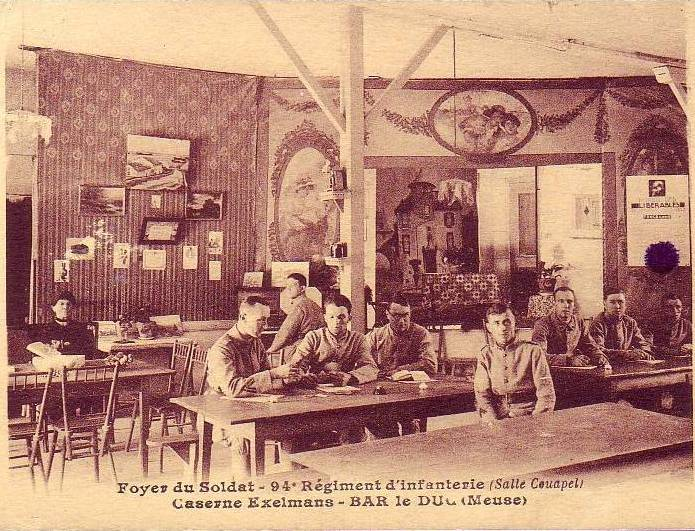
le foyer du 94e RI caserne Excelmans à Bar-le-Duc.
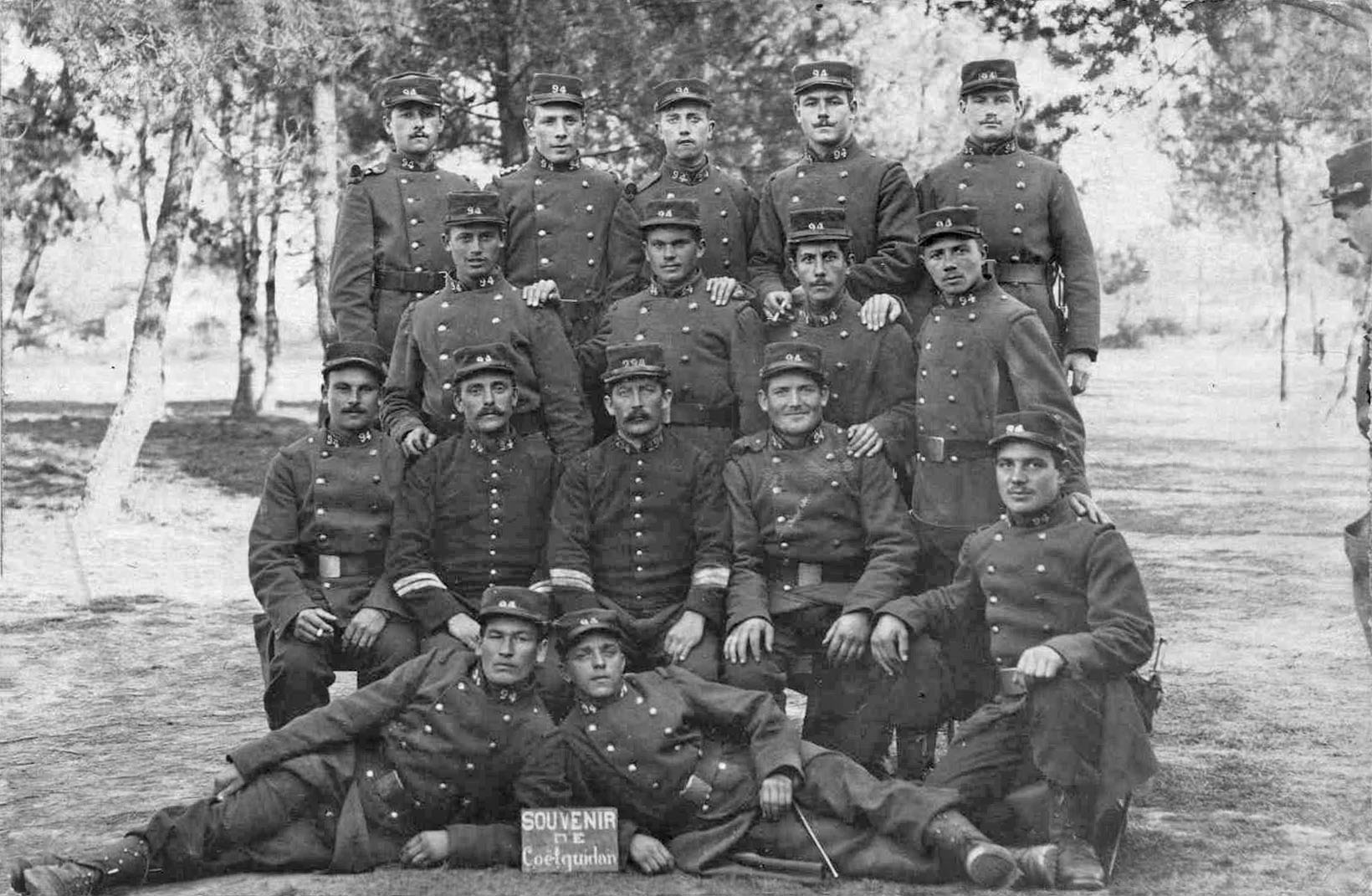
Écoles de Saint-Cyr Coëtquidan, soldats du 94e R.I. vers 1910.

À partir du 4e bataillon[réf. nécessaire], le 94e de ligne est reformé au sein de l'armée Chanzy avec le 1er régiment des grenadiers de la Garde impériale et des prisonniers libérés. Il prend depuis cette époque le surnom de régiment de la « Garde ».
Durant la Commune de Paris, en 1871, le régiment participe avec l'armée versaillaise à la semaine sanglante.
Le 25 mai, son chef de corps est nommé général gouverneur militaire de Paris. Jusqu'en 1872, le régiment reste dans la capitale et rejoint Verdun le 12 septembre.
Le 25 juillet 1880, le 94e reçoit son drapeau où figurent les noms de batailles suivants : Marengo 1800 - Austerlitz 1805 - Friedland 1807 - Anvers 1832.
Dans celui déchiré à Metz figurait Valmy 1792 - Zurich 1799. Il prend garnison à Bar-le-Duc à partir de 1880. Le régiment est envoyé à Ay-Champagne en 1911, lors de la révolte des vignerons.

### Première Guerre mondiale
Le 94e RI est formé à Bar-le-Duc.

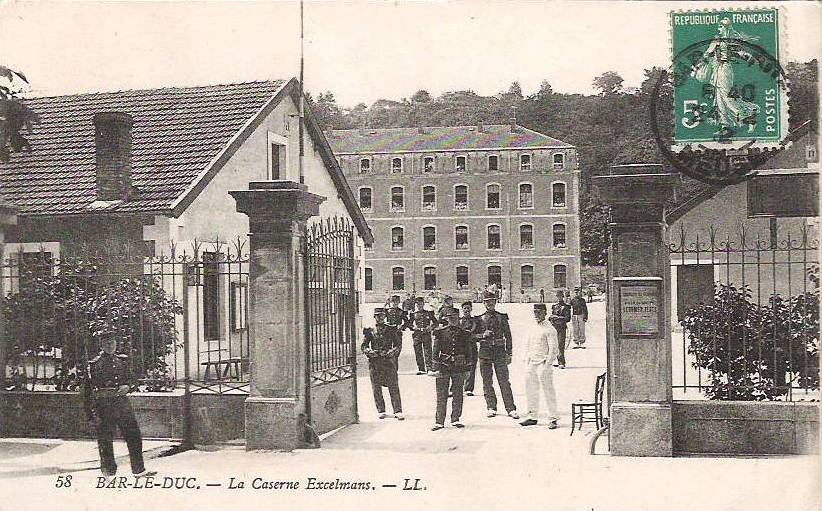
Le 94e RI à Bar le Duc au début du XXe siècle.

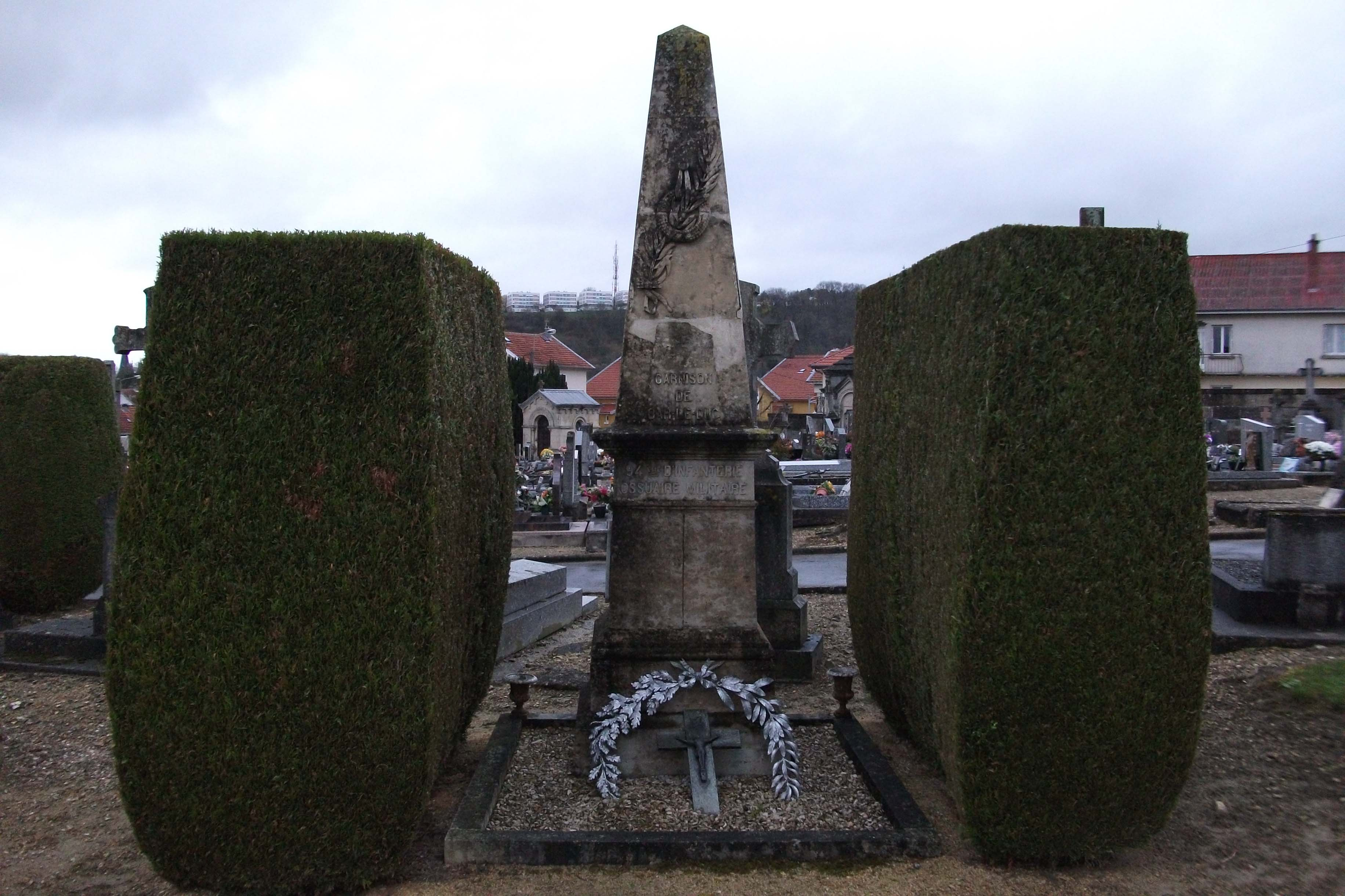
Monument au 94e RI à Bar-le-Duc.

#### 1914
Casernement à Bar-le-Duc, appartient à la 83e Brigade d'Infanterie de la 42e Division d'Infanterie du 6e Corps d'Armée du Général Verraux, puis au 32e Corps d'Armée.
- Première bataille de la Marne

#### 1915
[réf. nécessaire]
- Le 2 septembre 1915, il est à l'École Normale de Tir et prépare un nouveau terrain d'attaque dans le secteur d'Auberive, au nord de la Suippe. Malgré des bombardements fréquents et sévères, les hommes travaillent avec ardeur au creusent des parallèles de départ en avant des premières lignes. Le 24 septembre, le terrain est prêt pour la bataille.
- Le 25 septembre dans le cadre de la seconde bataille de Champagne le 2e Corps d'Armée Colonial, aile droite de la IVe Armée commandée par le général de Langle de Carry, avait la redoutable mission, en partant de part et d'autre du village de Souain de faire tomber la première position allemande sur un front de 5 kilomètres et sur une profondeur de plus de 3 kilomètres. Le 2e Corps Colonial devait ensuite percer la deuxième position ennemie au nord de Navarin, afin de permettre aux unités du 6e Corps d'Armée (127e DI, 12e DI, 56e DI) d'exploiter en direction de Sommepy -Vouziers.
- Le 25 septembre, à 9 h 15, les premières vagues s'élancent hors de la parallèle de départ, baïonnette au canon. Les mitrailleuses allemandes crépitent. Malgré des pertes sévères, la première ligne allemande est enlevée. Le barrage opposé à nos troupes par le feu s’intensifie ; la deuxième ligne est atteinte par le 2e Bataillon (Commandant de Sélancy), qui se cramponne aux tranchées conquises avec des éléments du 1er Bataillon (Commandant Darthos) et du 3e Bataillon (Commandant Méalin). Le fameux saillant F est en notre pouvoir. Les Lieutenants Ragot et d'Ancezune tentent de continuer la progression, mais il n'y a plus de brèches et ils tombent dans les fils de fer, le corps criblé de balles. Le soldat Gérard, qui les accompagnait, se maintient seul sur son emplacement, fait le coup de feu malgré deux blessures et rejoint sa Compagnie à la nuit, après avoir tenté de se créer un abri. Chacun avait fait preuve de courage et d'entrain. Le Lieutenant Méchaussie, voyant sa Compagnie gênée pour circuler dans un boyau, la fait sortir par un autre itinéraire en disant: « Le Régiment voisin commence à déboucher, s'il passe en avant du 94e, nous sommes déshonorés ». Le sous-lieutenant Gérard se manifeste à la droite de sa section, se dresse pour rendre compte pour crier à ses hommes : « Ceux du neuf-quatre, ne reculez pas ! » avant d'être mortellement touché, Mais il est impossible de continuer à progresser : des réseaux de fils de fer à contrepente sont intacts et Auberive, solide point d'appui, n'a pu être enlevé.
- Le 26, la position subit un bombardement intense, mais le terrain est conservé, malgré des pertes très élevées. Le 27, l'ennemi essaye de contre-attaquer, mais sans succès : l'avance est maintenue. Le Commandant Méalin prend le commandement du 8e Bataillon de Chasseurs et est remplacé à la tête du 3e Bataillon par le Capitaine Gerde, de la 10e Compagnie, nommé Chef de bataillon en récompense de son indomptable bravoure.
- Le Commandant de Sélancy est tué le 2 octobre 1915 devant son PC du Bois Vauban en Champagne, par un obus de 380 mm alors qu'il a convoqué ses hommes de liaisons comme chaque matin à 8h00 (Louis Mauffrais : j'étais médecin dans les tranchées). Alors qu'il transmettait ses ordres, la chute de cet obus de fort calibre fait au moins dix morts dont la plupart ne seront pas identifiables (Louis Mauffrais), réduits à l'état de simples fragments. Le Commandant de Sélancy sera retrouvé intact, tué par au moins un éclat d'obus reçu dans la région du cœur.
- Le 3 octobre, le Régiment va en réserve à Mourmelon. Alerté le 6, il remonte en ligne le 11 sur le terrain conquis, le 25 septembre, et où la 84e Brigade vient à son tour d'arrêter avec peine des tentatives adverses.
- 11 octobre 1915, Le 94e RI relève le 103e et le 142e au saillant T et dans les tranchées à l’est d’Auberive (7e et 8e Compagnies sous le commandement du Capitaine Florentin en réserve au bois de Vauban). Le P.C. du Lieutenant Colonel est sur la rive droite de la Suippe[8].
- 15 octobre 1915, violente attaque allemande. Le 15 octobre, le saillant F est occupé par le 1er Bataillon, une Compagnie de mitrailleuses et les 5e et 6e Compagnies, le tout sous les ordres du Commandant Darthos. Les travaux n'ont pu encore être poussés et il n'existe aucune liaison, ni latérale, ni avec l'arrière. À 4 h 30, un tir extraordinairement violent d'artillerie de tous calibres s'abat sur tout le saillant F et ses abords, c'est le plus formidable ouragan de mitraille qui ait été tiré sur le Régiment depuis le début de la campagne. Les boyaux sont bouchés, les tranchées démolies, nivelées, les abris de mitrailleuses bouleversés. De nombreux blessés et des morts gisent dans ce dédale dévasté. À 5 heures, les Allemands s'élancent et débordent le saillant F par les flancs. Les agents de liaison envoyés vers l'arrière ne peuvent atteindre le poste de commandement. Les hommes se battent jusqu'à épuisement des cartouches et des grenades. Ainsi isolé, le saillant tombe au pouvoir de l'ennemi, mais sur les sept Compagnies, les Allemands n'avaient pu prendre que 300 vivants. Le Commandant Darthos, le Capitaine Lecaplain, le Lieutenant Toussaint et une vingtaine d'hommes se précipitent sur l'ennemi et arrivent à rentrer dans nos lignes.

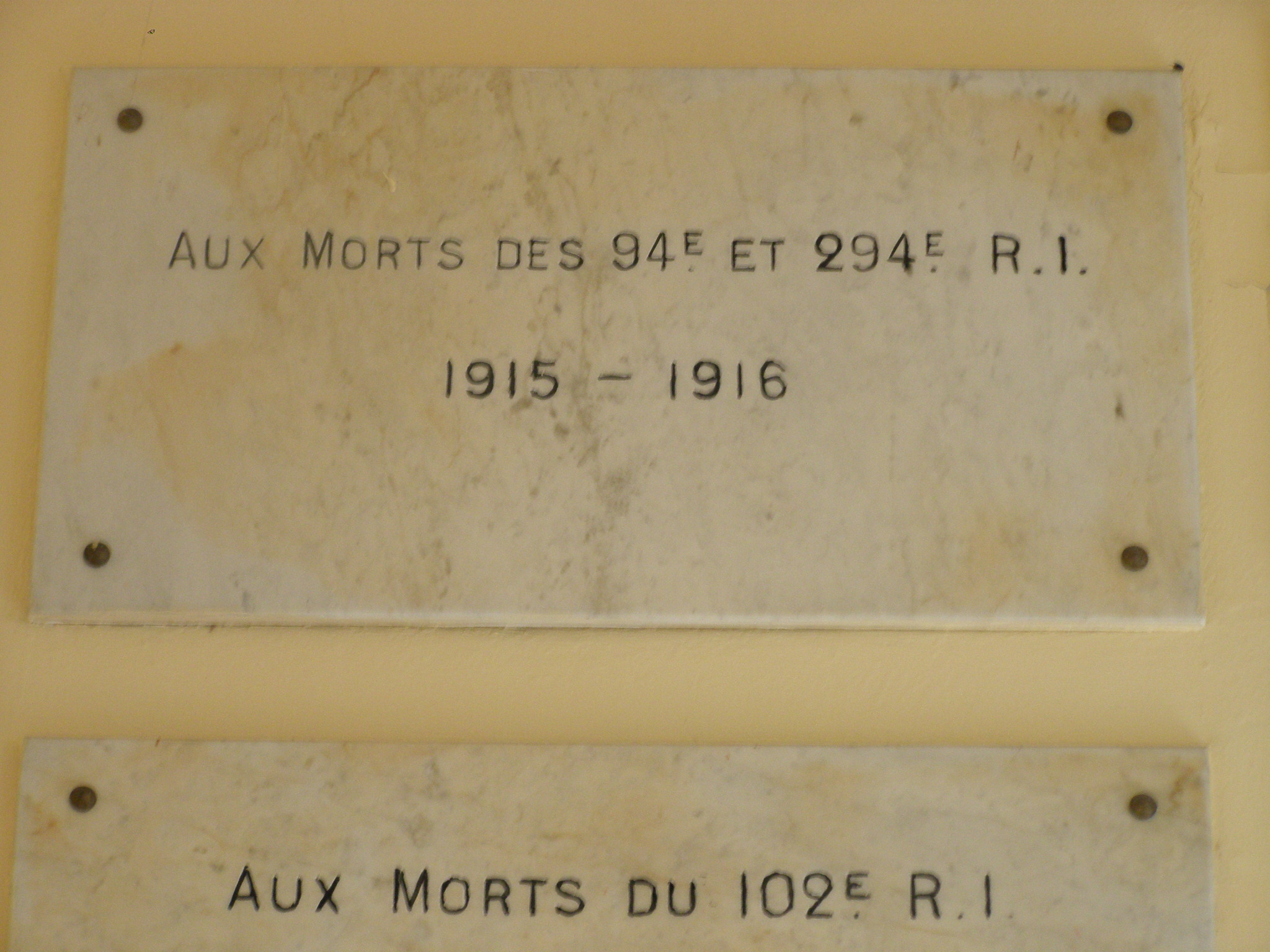
Plaque dans le monument ossuaire de la ferme de Navarin à Souain (Champagne)

Le Régiment avait à déplorer la perte de quatorze officiers tués ou disparus - 778 hommes tués, blessés ou disparus. Parmi ceux capturés par l'ennemi, le Caporal Chevalier, après un séjour dans un camp de représailles, réussit, le 3 mars 1916 à s'évader et à atteindre la frontière hollandaise. Ayant reconquis la liberté, le Caporal Chevalier vint reprendre sa place dans les rangs.
- 19 octobre 1915, Le 94e est relevé par le 151e sans perte entre 14 et 17 h. Les 2e et 3e bataillons cantonnent au bâtiment du Quartier Fleurus à Mourmelon[8].
- Le 20 octobre, le Régiment est relevé, puis reprend le secteur du 27 octobre au 2 novembre.
- 27 octobre 1915, Le 94e relève le 151e. Les 7e et 8e Cies sont à droite et en première ligne[8].
- 4 novembre 1915, Le 94e est relevé par le 151e. Les 2e et 3e bataillons viennent en repos au Quartier Fleurus à Mourmelon[8].

Le Peloton de Sapeurs est cité à l'ordre du jour pour son labeur infatigable (Citation du Peloton de Sapeurs Pionniers : « Tous les jours sur la brèche, avec son chef le Sous-Lieutenant Prott, depuis le 20 septembre et constamment aux postes les plus avancés et les, plus périlleux, a fait preuve, malgré des pertes quotidiennes très sensibles, d'un entrain, d'un dévouement et d'un mépris du danger qui méritent d’être donnés en exemple au Régiment auquel cette unité, de formation récente, animée de l'esprit d'un véritable peloton d'élite, a rendu les services les plus précieux par son labeur infatigable »).
De nouveau au repos du 2 au 12 novembre à Mourmelon, il reprend du 12 au 20 novembre les mêmes tranchées, où règne un calme relatif. Il se repose encore jusqu'au 3 décembre
- 12 novembre 1915, Le 94e relève le 151e[8].
- 20 novembre 1915, Le 94e est relevé par le 151e. Le 2e bataillon vient en repos au Quartier Fleurus à Mourmelon[8].
- 24 novembre 1915, Le 94e prend en charge les bâtiments construits pour un bataillon au camp Berthelot Quartier Deville. Les bâtiments sont inaugurés par le Général Berthelot Commandant le corps d’armée[8].
- 26 novembre 1915, Le 2e bataillon monte aux abris du PC2 comme bataillon de travailleurs. Le lieutenant-colonel rentrant de sa tournée d’inspection reprend le commandement du régiment[8], puis se rend à la ferme Piémont et la ferme des Wacques, d'où chaque jour il va exécuter des travaux dans le secteur au nord-ouest de Suippes, jusqu'au 31 décembre.
- 3 décembre 1915, Le 94e relève le 151e. Le 2e bataillon reste bataillon de travailleurs[8].

9 décembre 1915. Le 94e est relevé par le 151e.
- 10 décembre 1915, Les 1er et 2e bataillons envoient chacun 450 travailleurs dans le secteur du 2e Corps de Cavalerie et 150 à disposition du Génie pour la construction du Camp Berthelot[8].
- 12 décembre 1915, Les bataillons se rendent aux cantonnements fixés dans le secteur du 6e Corps d’Armées (56e Division). Deux Compagnies du 2e bataillon sont à St Hilaire-le-Grand[8].

#### 1916
- Bataille de Verdun (1916)
- Bataille de la Somme

#### 1917
- Bataille du Chemin des Dames
- Bataille de Verdun (1917)

#### 1918
- Bataille d'Amiens

### Entre-deux-guerres
Le régiment revient à Bar-le-Duc le 2 août 1919. En 1931, rattaché à la 12e division d'infanterie, il a deux bataillons à Bar-le-Duc et un bataillon à Commercy.

### Seconde Guerre mondiale
À la mobilisation de 1939, le régiment, d'active type Nord-Est, est mis sur le pied de guerre au centre mobilisateur d'infanterie 62 de Bar-le-Duc. Sous les ordres du Colonel Gregy, il appartient à la 42e division d'infanterie.
Le 10 mai 1940, le régiment est déployé avec sa division entre Bouzonville et Téterchen. Il ne lui reste que 200 hommes sur 3 000 à la fin de la bataille de France, notamment après les combats dans la région de Troyes.

### Guerre d'Algérie
Pendant la Guerre d'Algérie, le régiment est recréé le 16 avril 1956 sur le camp de Sissonne, il sera déployé dans les Aurès et Nemenchta. Le PC est à Khenchela, il est composé de quatre bataillons. Le 1er octobre, le 4e bataillon est intégré au 3e à Batna. Il devient commando de chasse, face à un ennemi bien armé et déterminé.
Selon les Accords d'Évian du 18 mars 1962, le 94e RI crée trois unités de la Force locale de l'ordre Algérienne, les 431e, 432e et 433e UFL-UFO, composés de 10 % de militaires métropolitains et de 90 % de militaires musulmans, qui pendant la période transitoire devaient être au service de l'exécutif provisoire algérien, jusqu'à l'indépendance de l'Algérie[réf. nécessaire].
- Le 4 juillet 1962 le 1er bataillon est dissous, le 4 octobre le 2e bataillon devient le 1er bataillon du 39e R.I, le 15 c'est au tour du 3e bataillon. La garde du drapeau est confiée au CISS 6 occupant le quartier Exelmans à Bar le Duc.

### Après 1962
Le 1er septembre 1967, le régiment renaît, installé sur la base d'Étain, il est motorisé en 1975 et il se mécanise sur AMX-13 VCI. Le régiment quitte celle-ci en 1980, il s'installe sur le camp national de Sissonne (Aisne) où il devient en 1981, l'un des régiments d'infanterie motorisée sur véhicule de l'avant blindé (VAB) de la 8e division d'infanterie. Il assurera des compagnies tournantes sur la Nouvelle-Calédonie et fournira des personnels au Tchad (Opération Épervier), en Centrafrique, au Liban au sein du 420e DSL (au sein de la FINUL) et en ex-Yougoslavie[réf. souhaitée]. Il est dissous en 1993. Deux compagnies partiront à Dijon avec deux du 67e RI de Soissons reformer le 27e RI.[réf. souhaitée].

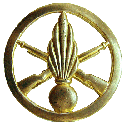
Insigne de béret d'infanterie
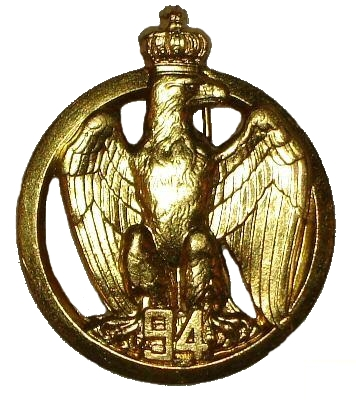
Porté pour la première fois par les commandos de chasse en Algérie, il est devenu par la suite l'insigne de tradition du 94e RI.
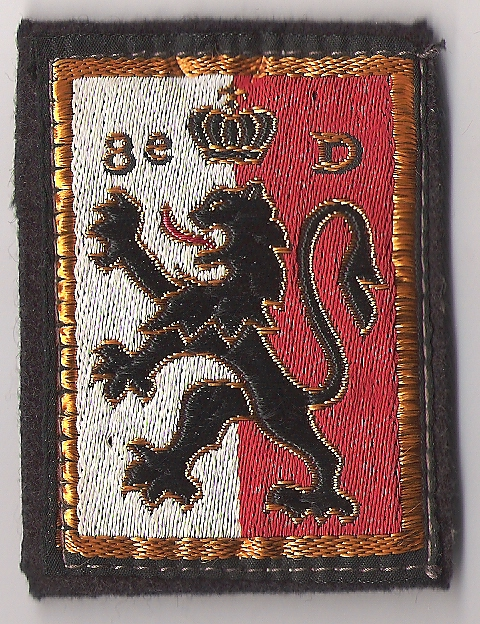
Insigne de la 8e division d'infanterie.

### Recréation
Le 1er septembre 2005, le 94e régiment d'infanterie devient régiment de tradition du Centre d'entraînement au combat en zone urbaine (CENZUB) de Sissonne[réf. souhaitée]. Le CENZUB a la garde de son drapeau et de ses traditions. Le 1er juillet 2013, le CENZUB reprend officiellement son nom en devenant CENZUB-94e régiment d'infanterie.
Le 1er juillet 2025, il redevient le 94e régiment d'infanterie (94e RI).

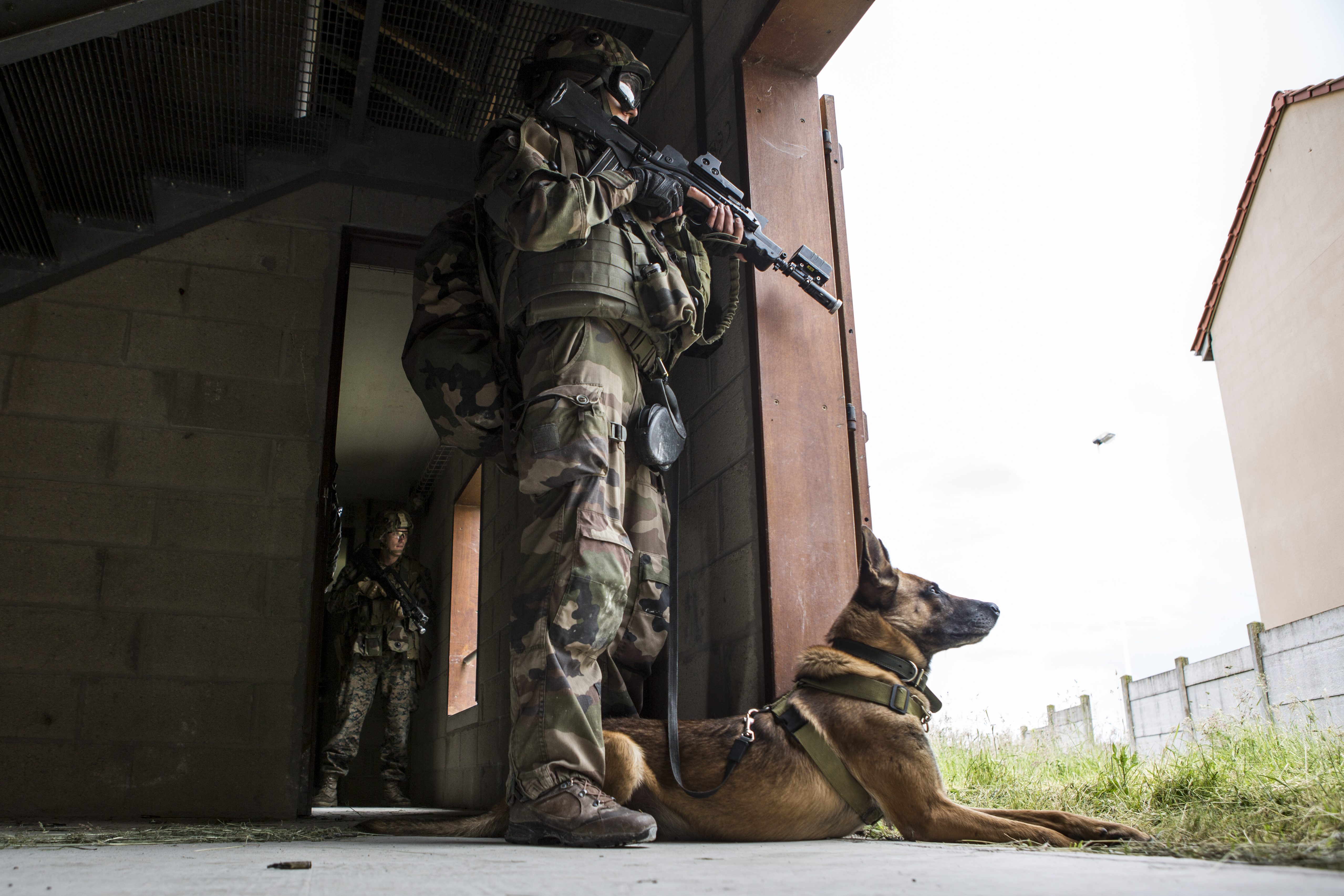
Maître-chien du 94e RI en 2016
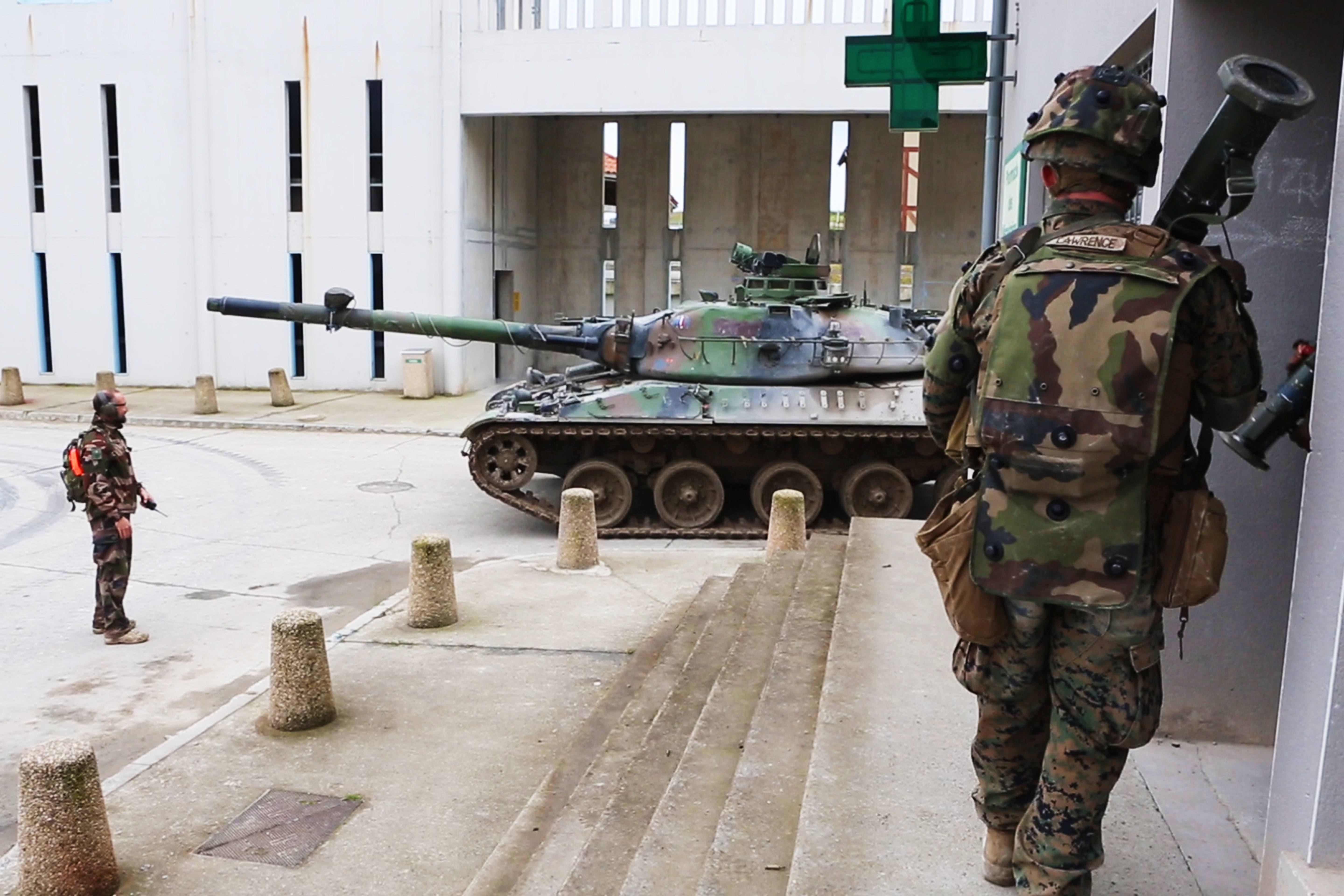
AMX-30 utilisé par le 94e RI lors d'un entrainement avec des Marines américains en 2016.

## Drapeau

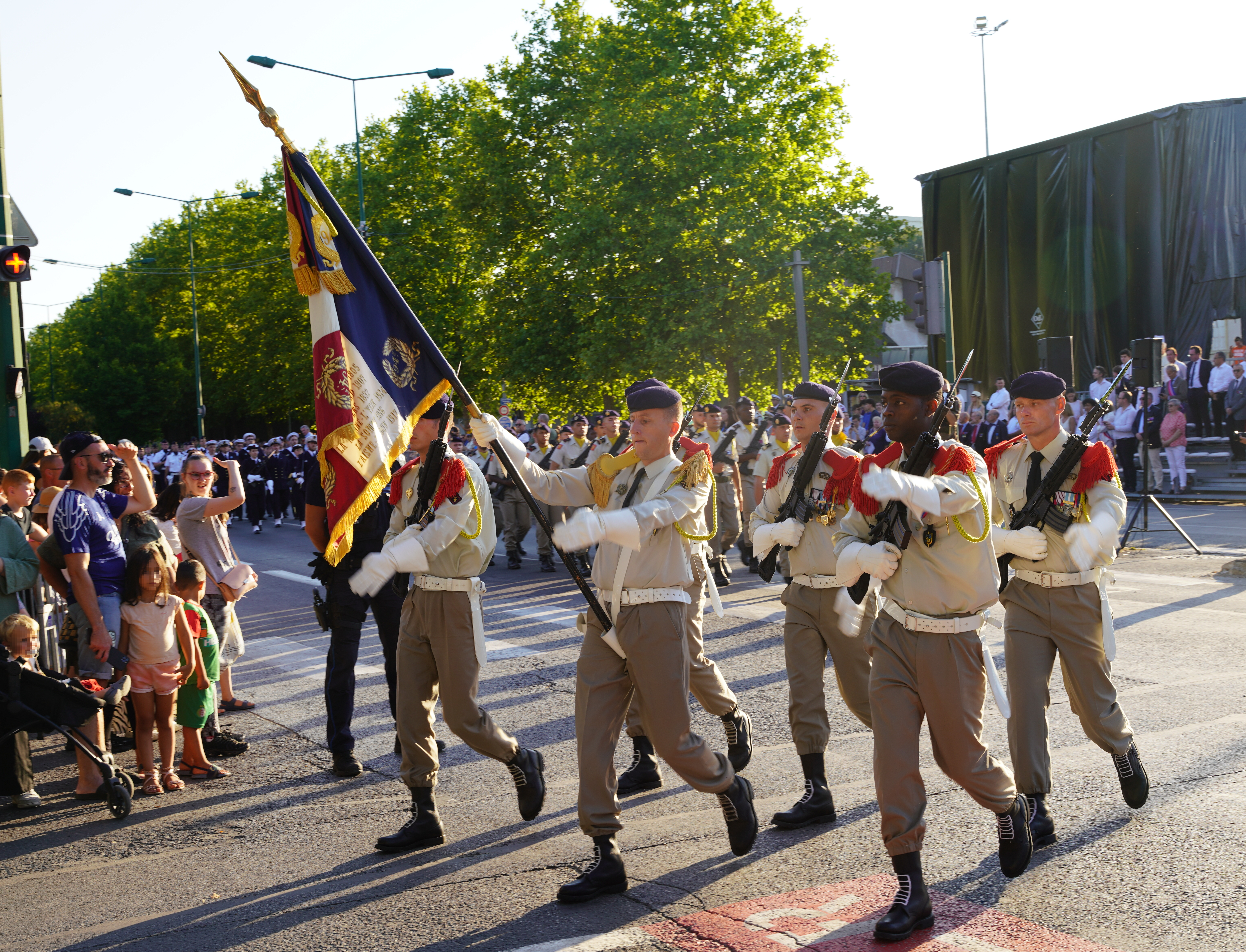
Le drapeau et sa garde défilant en 2205.

Les noms de neuf batailles s'inscrivent en lettres d'or sur le drapeau, ainsi que l'inscription A.F.N, :
- Valmy 1792
- Marengo 1800
- Austerlitz 1805
- Friedland 1807
- Anvers 1832
- La Marne-L'Yser 1914
- La Somme 1916
- L'Aisne-Verdun 1917
- Montdidier 1918
- AFN 1952-1962

### Décorations
Sa cravate est décorée de la croix de guerre 1914-1918 avec cinq citations à l'ordre de l'armée puis une citation à l'ordre du corps d'armée.
Le régiment porte la fourragère aux couleurs du ruban de la Médaille militaire.

## Personnalités ayant servi au94eRI
- Jean Philippe Raymond Dorsner (1750-1829), général d'Empire
- Louis Madelin (1871-1956), historien, académicien français a servi au régiment en 1892-1893
- Raoul Villain (1885-1936), l'assassin de Jean Jaurès, y aurait été incorporé en novembre 1906[17]
- Louis Maufrais (1889-1977), médecin a servi au régiment pendant la guerre de 1914-1918 et a écrit le récit de guerre, J’étais médecin dans les tranchées
- Pierre Ancher (1893-1918), instituteur et poète, son nom est inscrit au Panthéon parmi les 560 écrivains morts pour la France

## Le régiment aujourd'hui

### Composition
Le CENZUB-94e RI est composé d'un état major et de quatre compagnies : 
- Compagnie de Commandement et de Logistique (CCL)
- 1re compagnie de Force Adverse (FORAD)
- 2e compagnie d'instructeurs
- 3e compagnie de réserve[3]

### Missions
Centre d’excellence du combat interarmes, le CENZUB – 94e RI a pour mission d’entrainer les sous-groupements tactiques interarmes (SGTIA) aux fondamentaux du combat interarmes en zone urbaine et espaces confinés afin de leur permettre d’atteindre un niveau opérationnel adapté aux combats contemporains.
La ville est aujourd’hui le théâtre principal des conflits. Lieu de pouvoirs : politique et économique, lieu de concentration des populations, celui qui la contrôle dispose de l’ensemble des leviers qui permettront d’imposer sa volonté à l’adversaire et conduiront à son effondrement moral. C’est, par nature, un milieu complexe, dans lequel le combattant doit développer des savoir-faire spécifiques qui insuffleront la victoire.

#### L'entraînement à la manœuvre en zone urbaine
Une période d’entraînement AZUR au CENZUB – 94e RI dure deux semaines dans les villes de combat de Jeoffrecourt et Beauséjour et se décompose en deux périodes. La préparation matérielle et tactique, suivi d’un exercice en continu d’une durée de 96 heures. Ces séquences s’inscrivent dans la programmation annuelle des forces terrestres. Le centre a la capacité d’entraîner jusqu’à 20 000 soldats par an.
« La mission d'instruction » se traduit en amont de l’exercice par des actions de formation et de préparation tactique et technique portant sur les méthodes et processus de réflexion tactique spécifiques à la zone urbaine et à l’intégration interarmes (en semaine S -1) et pendant l’exercice de synthèse, la dispension d’une action permanente de conseil tactique, délivrée par les instructeurs du centre ou lors des analyses après action journalières.
« La mission de contrôle » consiste à apprécier la maîtrise des techniques de combat et des méthodes de réflexion et de commandement. En s'appuyant sur un outil de mesure éprouvé développé par le centre et mis en œuvre par les instructeurs dédiés et les analystes, le contrôle donne lieu à plusieurs notes chiffrées. Leur synthèse ainsi qu’un bilan détaillé (bilan de fin de rotation) reflètent le niveau atteint par chaque SGTIA et permettent au commandement des unités entraînées de les évaluer.
Le CENZUB – 94e RI décline sa mission d'entraînement au combat en zone urbaine selon les directives du général commandant les forces terrestres : l'entraînement générique aux actions de combat consiste à mettre en situation les unités en période de préparation opérationnelle inter arme (POIA).

#### L'entraînement au tir réel en zone urbaine
Les unités entraînées effectuent des tirs spécifiques à balles réelles allant du niveau individuel au niveau section de combat sur une rotation d’une semaine au complexe de tir en zone urbaine, dit CT ZUB.

## Sources et bibliographie
- Paul Martin, « Le Régiment Royal Hesse-Darmstadt », L'Essor, no 77
- Louis Maufrais, J'étais médecin dans les tranchées. 2 août 1914 - 14 juillet 1919., Paris, Robert Laffont, 2008, 331 p. (ISBN 978-2-221-10918-2)Présenté par Martine Veillet
- Paul Détrie, Lettres du front à sa femme. 5 août 1914 - 26 février 1919., Grenoble, Pointcom', 1995, 584 p.Présenté par Paul-Henri Détrie
- Marcel Remy, La Garde - 1914-1918 : historique 94e régiment d'infanterie, Bar-le-Duc, Collot, 1920, 110 p.Présenté par Paul-Henri Détrie
- Edmond Boichut, La bataille des frontières (22 août 1914) à la 42e division : Feuilles de route, Berger-Levrault, 1936 (lire en ligne)
- A. E. Lafont, "La Garde" - 94e régiment d'infanterie : Historique succinct du 94e régiment d'infanterie : campagne contre l'Allemagne du 2 août 1914 au 31 décembre 1918, Oberthur (lire en ligne)
- Victor Belhomme, Histoire de l'infanterie en France, t. 5, Henri Charles-Lavauzelle, 1902 (lire en ligne).